# Paracyathus cavatus
Espèce
Statut CITES
Paracyathus cavatus est une espèce de coraux appartenant à la famille des Caryophylliidae.